# Ola Rydstrand
Ola Rydstrand  (* 19. September 1955 in Västerås) ist ein ehemaliger schwedischer Fußballspieler. In 135 Spielen in der Allsvenskan gelangen dem torgefährlichen Mittelfeldspieler 24 Tore, zudem erzielte er in 25 Zweitligaspielen sechs Tore.

## Laufbahn
Rydstrand spielte in seiner Jugend neben Fußball auch Eishockey und Bandy. Mit Västerås SK konnte er zweimal schwedischer Jugendmeister werden. Für den IFK Västerås debütierte er bereits als 14-Jähriger in der Männermannschaft, die seinerzeit in der Division 3 antrat. Von dort wechselte er vor der Spielzeit 1973 zum amtierenden schwedischen Meister Åtvidabergs FF. Mit dem Klub konnte er den Titel verteidigen und spielte in der Folge im Europapokal. Nachdem der Klub drei Jahre später den Gang in die Zweitklassigkeit antreten musste, wechselte er zu Örebro SK.
Auch bei seinem neuen Arbeitgeber spielte Rydstrand gegen den Abstieg. Zwar gelang sein erstes Tor für ÖSK erst am siebten Spieltag, in der Folge konnte er sich jedoch mehrmals in die Torschützenliste eintragen und erzielte sieben Saisontore. In seiner zweiten Spielzeit erwies er sich als noch treffsicherer und konnte zehn Tore erzielen. Dennoch musste er zum zweiten Mal in seiner Laufbahn die Spielzeit auf einem Abstiegsplatz beenden und Rydstrand wechselte erneut innerhalb der schwedischen Eliteserie.
Rydstrand wechselte zum damals achtmaligen Meister AIK. Der Traditionsverein war jedoch seinerzeit zu einer grauen Maus verkommen und spielte nur im hinteren Tabellenbereich. Auch in der Spielzeit 1979 musste Rdystrand gegen den Abstieg kämpfen. Dabei musste er am 23. September 1979 im Spiel gegen Kalmar FF als Torwart aushelfen: Der Torhüter Ulf Jakobsson wurde 20 Minuten vor Spielende nach einer Tätlichkeit des Feldes verwiesen und Rdystrand musste bei einer 3:2-Führung von AIK den Platz zwischen den Pfosten einnehmen. Er kassierte zwei Gegentore und AIK verlor das Spiel mit 3:4. Am Saisonende waren fünf Saisontore Rydstrands zu wenig und er erlebte den dritten Abstieg seiner Karriere. Dieses Mal blieb er jedoch dem Klub treu und gehörte zu den Stützen der Mannschaft, die den direkten Wiederaufstieg bewerkstelligte. In den folgenden zwei Spielzeiten in der Allsvenskan war er vom Pech verfolgt und verletzte sich mehrmals. Nach einer schweren Knieverletzung musste er 1982 seine Erstligalaufbahn beenden und ließ seine Karriere beim Amateurklub Spånga IS ausklingen.
Rydstrand wurde durch seine Verletzungen motiviert, eine Ausbildung zum Chiropraktiker zu machen. Bis 1992 blieb er in diesem Beruf tätig, ehe er sich als Reitsport-Unternehmer selbständig machte.